# Tosantos
Tosantos est une commune située dans le Nord de l’Espagne, comarque de Montes de Oca, dans la Communauté autonome de Castille-et-León, province de Burgos.
Sa population était de 60 habitants en 2004, 56 habitants en 2007 et 49 habitants en 2010.
Le Camino francés du Pèlerinage de Saint-Jacques-de-Compostelle passe par cette localité.

## Géographie
Tosantos est à 42 km à l’est de Burgos.

## Histoire
Tosantos, qui existait dès l'an 970, fut acheté au XIVe siècle par Belorado dont il constitua un quartier.

## Culture et patrimoine

### Le Pèlerinage de Compostelle

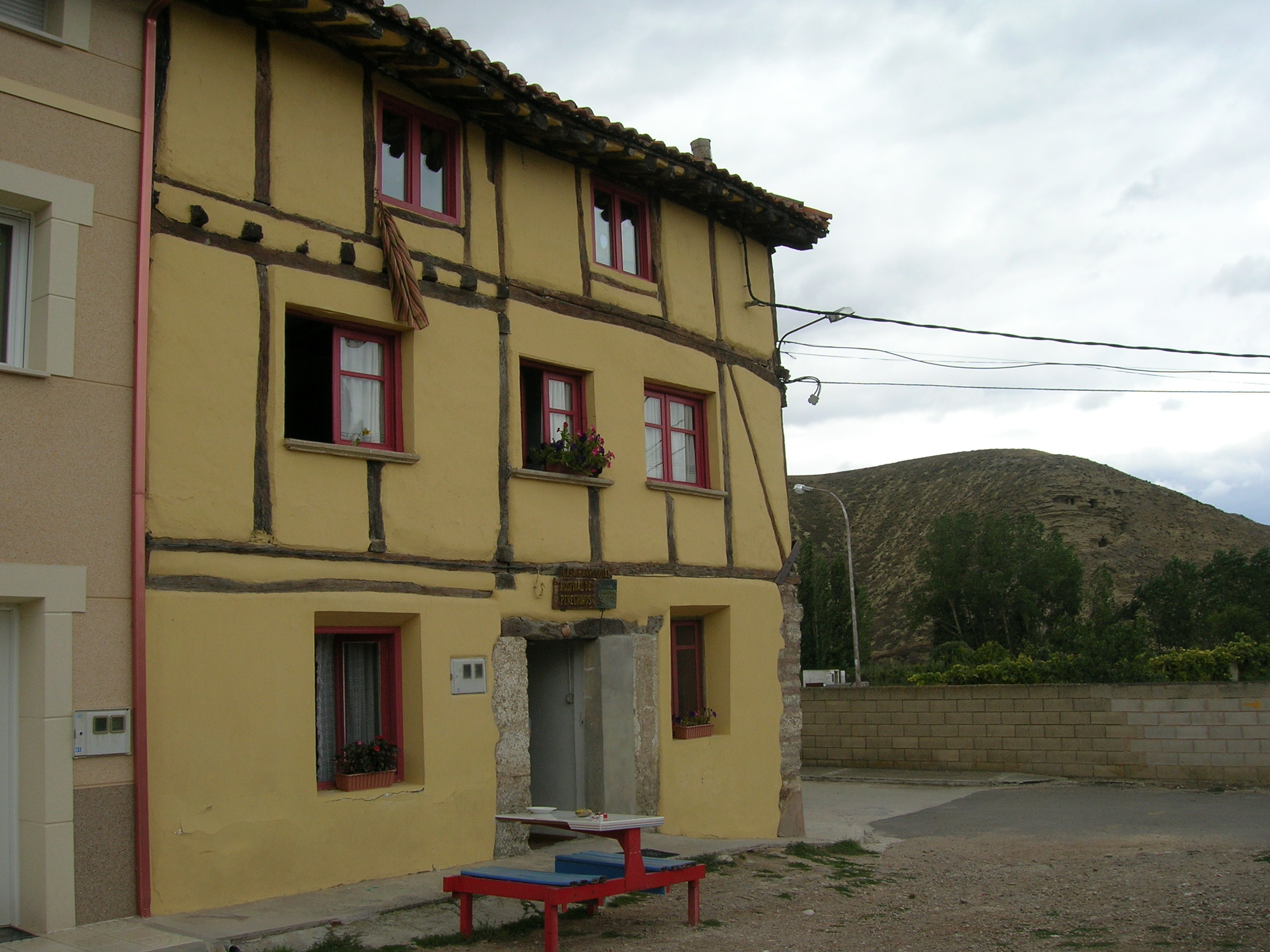
Tosantos, auberge de pèlerins

Par le Camino francés du Pèlerinage de Saint-Jacques-de-Compostelle, le chemin vient de Belorado.
La prochaine étape est Villambistia.

### Patrimoine religieux
De Tosantos (Toussaint) on aperçoit à droite les murs du sanctuaire de la Virgen de la Peña, creusé dans la montagne, la statuette de cette vierge du Pic, est du XIIe siècle.

## Sources et références
- (es) Cet article est partiellement ou en totalité issu de l’article de Wikipédia en espagnol intitulé « Tosantos » (voir la liste des auteurs).
- Grégoire, J.-Y. & Laborde-Balen, L., « Le Chemin de Saint-Jacques en Espagne - De Saint-Jean-Pied-de-Port à Compostelle - Guide pratique du pèlerin », Rando Éditions, mars 2006,  (ISBN 2-84182-224-9)
- « Camino de Santiago St-Jean-Pied-de-Port - Santiago de Compostela », Michelin et Cie, Manufacture Française des Pneumatiques Michelin, Paris, 2009,  (ISBN 978-2-06-714805-5)
- « Le Chemin de Saint-Jacques Carte Routière », Junta de Castilla y León, Editorial Everest

1. ↑  Sanctuaire de la Virgen de la Peña à Tosantos